# Kvalspelet till Europamästerskapet i fotboll 1968 (grupp 8)
Kvalspelet till Europamästerskapet i fotboll 1968 (grupp 8) spelades mellan den 22 oktober 1966 och 28 februari 1968.

## Slutgiltig tabell
| Nr | Lag ( )    | S | V | O | F | GM | IM | MS  | P |
| -- | ---------- | - | - | - | - | -- | -- | --- | - |
| 1  | England    | 6 | 4 | 1 | 1 | 15 | 5  | +10 | 9 |
| 2  | Skottland  | 6 | 3 | 2 | 1 | 10 | 8  | +2  | 8 |
| 3  | Wales      | 6 | 1 | 2 | 3 | 6  | 12 | −6  | 4 |
| 4  | Nordirland | 6 | 1 | 1 | 4 | 2  | 8  | −6  | 3 |

## Matcher

### British Home Championship 1966/1967
|  | 22 oktober 1966 | Wales          | 1 – 1           | Skottland     | Ninian Park                                              |                                                          |
|  |                 | Ron Davies 77′ | (0 – 0) Rapport | 86′ Denis Law | Cardiff Publik: 32 500 Domare: Kenneth Dagnall (England) | Cardiff Publik: 32 500 Domare: Kenneth Dagnall (England) |
|  |                 |                |                 |               | Cardiff Publik: 32 500 Domare: Kenneth Dagnall (England) | Cardiff Publik: 32 500 Domare: Kenneth Dagnall (England) |
|  |                 |                |                 |               | Cardiff Publik: 32 500 Domare: Kenneth Dagnall (England) | Cardiff Publik: 32 500 Domare: Kenneth Dagnall (England) |

|  | 22 oktober 1966 | Nordirland | 0 – 2           | England                          | Windsor Park                                                      |                                                                   |
|  |                 |            | (0 – 1) Rapport | 40′ Roger Hunt 60′ Martin Peters | Belfast Publik: 48 600 Domare: Robert Holley Davidson (Skottland) | Belfast Publik: 48 600 Domare: Robert Holley Davidson (Skottland) |
|  |                 |            |                 |                                  | Belfast Publik: 48 600 Domare: Robert Holley Davidson (Skottland) | Belfast Publik: 48 600 Domare: Robert Holley Davidson (Skottland) |
|  |                 |            |                 |                                  | Belfast Publik: 48 600 Domare: Robert Holley Davidson (Skottland) | Belfast Publik: 48 600 Domare: Robert Holley Davidson (Skottland) |

|  | 16 november 1966 | Skottland                          | 2 – 1           | Nordirland         | Hampden Park                                               |                                                            |
|  |                  | Bobby Murdoch 35′ Bobby Lennox 40′ | (2 – 1) Rapport | 9′ Jimmy Nicholson | Glasgow Publik: 45 281 Domare: John Keith Taylor (England) | Glasgow Publik: 45 281 Domare: John Keith Taylor (England) |
|  |                  |                                    |                 |                    | Glasgow Publik: 45 281 Domare: John Keith Taylor (England) | Glasgow Publik: 45 281 Domare: John Keith Taylor (England) |
|  |                  |                                    |                 |                    | Glasgow Publik: 45 281 Domare: John Keith Taylor (England) | Glasgow Publik: 45 281 Domare: John Keith Taylor (England) |

|  | 16 november 1966 | England                                                                              | 5 – 1           | Wales          | Wembley Stadium                                          |                                                          |
|  |                  | Geoff Hurst 30′, 34′ Bobby Charlton 43′ Terry Hennessey 65′ (sjm.) Jack Charlton 84′ | (3 – 1) Rapport | 36′ Wyn Davies | London Publik: 76 000 Domare: Thomas Wharton (Skottland) | London Publik: 76 000 Domare: Thomas Wharton (Skottland) |
|  |                  |                                                                                      |                 |                | London Publik: 76 000 Domare: Thomas Wharton (Skottland) | London Publik: 76 000 Domare: Thomas Wharton (Skottland) |
|  |                  |                                                                                      |                 |                | London Publik: 76 000 Domare: Thomas Wharton (Skottland) | London Publik: 76 000 Domare: Thomas Wharton (Skottland) |

|  | 12 april 1967 | Nordirland | 0 – 0           | Wales | Windsor Park                                          |                                                       |
|  |               |            | (0 – 0) Rapport |       | Belfast Publik: 17 000 Domare: Kevin Howley (England) | Belfast Publik: 17 000 Domare: Kevin Howley (England) |
|  |               |            |                 |       | Belfast Publik: 17 000 Domare: Kevin Howley (England) | Belfast Publik: 17 000 Domare: Kevin Howley (England) |
|  |               |            |                 |       | Belfast Publik: 17 000 Domare: Kevin Howley (England) | Belfast Publik: 17 000 Domare: Kevin Howley (England) |

|  | 15 april 1967 | England                           | 2 – 3           | Skottland                                        | Wembley Stadium                                                   |                                                                   |
|  |               | Jack Charlton 84′ Geoff Hurst 88′ | (0 – 1) Rapport | 27′ Denis Law 78′ Bobby Lennox 87′ Jim McCalliog | London Publik: 100 000 Domare: Gerhard Schulenburg (Västtyskland) | London Publik: 100 000 Domare: Gerhard Schulenburg (Västtyskland) |
|  |               |                                   |                 |                                                  | London Publik: 100 000 Domare: Gerhard Schulenburg (Västtyskland) | London Publik: 100 000 Domare: Gerhard Schulenburg (Västtyskland) |
|  |               |                                   |                 |                                                  | London Publik: 100 000 Domare: Gerhard Schulenburg (Västtyskland) | London Publik: 100 000 Domare: Gerhard Schulenburg (Västtyskland) |

### British Home Championship 1967/1968
|  | 21 oktober 1967 | Wales | 0 – 3           | England                                                   | Ninian Park                                            |                                                        |
|  |                 |       | (0 – 1) Rapport | 34′ Martin Peters 87′ Bobby Charlton 90′ (str.) Alan Ball | Cardiff Publik: 45 000 Domare: John Gordon (Skottland) | Cardiff Publik: 45 000 Domare: John Gordon (Skottland) |
|  |                 |       |                 |                                                           | Cardiff Publik: 45 000 Domare: John Gordon (Skottland) | Cardiff Publik: 45 000 Domare: John Gordon (Skottland) |
|  |                 |       |                 |                                                           | Cardiff Publik: 45 000 Domare: John Gordon (Skottland) | Cardiff Publik: 45 000 Domare: John Gordon (Skottland) |

|  | 21 oktober 1967 | Nordirland        | 1 – 0           | Skottland | Windsor Park                                          |                                                       |
|  |                 | Dave Clements 69′ | (0 – 0) Rapport |           | Belfast Publik: 55 000 Domare: James Finney (England) | Belfast Publik: 55 000 Domare: James Finney (England) |
|  |                 |                   |                 |           | Belfast Publik: 55 000 Domare: James Finney (England) | Belfast Publik: 55 000 Domare: James Finney (England) |
|  |                 |                   |                 |           | Belfast Publik: 55 000 Domare: James Finney (England) | Belfast Publik: 55 000 Domare: James Finney (England) |

|  | 22 november 1967 | England                            | 2 – 0           | Nordirland | Wembley Stadium                                     |                                                     |
|  |                  | Geoff Hurst 43′ Bobby Charlton 62′ | (1 – 0) Rapport |            | London Publik: 85 000 Domare: Leo Callaghan (Wales) | London Publik: 85 000 Domare: Leo Callaghan (Wales) |
|  |                  |                                    |                 |            | London Publik: 85 000 Domare: Leo Callaghan (Wales) | London Publik: 85 000 Domare: Leo Callaghan (Wales) |
|  |                  |                                    |                 |            | London Publik: 85 000 Domare: Leo Callaghan (Wales) | London Publik: 85 000 Domare: Leo Callaghan (Wales) |

|  | 22 november 1967 | Skottland                                 | 3 – 2           | Wales                          | Hampden Park                                          |                                                       |
|  |                  | Alan Gilzean 16′, 65′ Ronnie McKinnon 78′ | (1 – 1) Rapport | 18′ Ron Davies 57′ Alan Durban | Glasgow Publik: 57 000 Domare: James Finney (England) | Glasgow Publik: 57 000 Domare: James Finney (England) |
|  |                  |                                           |                 |                                | Glasgow Publik: 57 000 Domare: James Finney (England) | Glasgow Publik: 57 000 Domare: James Finney (England) |
|  |                  |                                           |                 |                                | Glasgow Publik: 57 000 Domare: James Finney (England) | Glasgow Publik: 57 000 Domare: James Finney (England) |

|             | 24 februari 1968 | Skottland       | 1 – 1           | England           | Hampden Park                                                       |                                                                    |
| 15:00 UTC±0 | 15:00 UTC±0      | John Hughes 39′ | (1 – 1) Rapport | 19′ Martin Peters | Glasgow Publik: 134 000 Domare: Laurens van Ravens (Nederländerna) | Glasgow Publik: 134 000 Domare: Laurens van Ravens (Nederländerna) |
| 15:00 UTC±0 | 15:00 UTC±0      |                 |                 |                   | Glasgow Publik: 134 000 Domare: Laurens van Ravens (Nederländerna) | Glasgow Publik: 134 000 Domare: Laurens van Ravens (Nederländerna) |
| 15:00 UTC±0 | 15:00 UTC±0      |                 |                 |                   | Glasgow Publik: 134 000 Domare: Laurens van Ravens (Nederländerna) | Glasgow Publik: 134 000 Domare: Laurens van Ravens (Nederländerna) |

|             | 28 februari 1968 | Wales                          | 2 – 0           | Nordirland | The Racecourse Ground                                             |                                                                   |
| 19:15 UTC±0 | 19:15 UTC±0      | Ronnie Rees 75′ Ron Davies 84′ | (0 – 0) Rapport |            | Wrexham Publik: 17 500 Domare: Robert Holley Davidson (Skottland) | Wrexham Publik: 17 500 Domare: Robert Holley Davidson (Skottland) |
| 19:15 UTC±0 | 19:15 UTC±0      |                                |                 |            | Wrexham Publik: 17 500 Domare: Robert Holley Davidson (Skottland) | Wrexham Publik: 17 500 Domare: Robert Holley Davidson (Skottland) |
| 19:15 UTC±0 | 19:15 UTC±0      |                                |                 |            | Wrexham Publik: 17 500 Domare: Robert Holley Davidson (Skottland) | Wrexham Publik: 17 500 Domare: Robert Holley Davidson (Skottland) |